# Glodeanu Sărat
Glodeanu Sărat là một xã thuộc hạt Buzău, România. Dân số thời điểm năm 2002 là 4748 người.